# كات دوسيت
كات دوسيت هو شريف وسياسي أمريكي، ولد في 8 نوفمبر 1899 في Grand Prairie, Louisiana ‏ في الولايات المتحدة، وتوفي في 9 فبراير 1975. نشط حزبياً في الحزب الديمقراطي.